# Andorinhão-de-bradfield
Andorinhão-de-bradfield ou andorinhão-da-namíbia (Apus bradfieldi) é uma espécie de andorinhão da família Apodidae.
Pode ser encontrada nos seguintes países: Angola, Botswana, Namíbia e África do Sul.